# Strażnica WOP Kamieńczyk
Strażnica Wojsk Ochrony Pogranicza Bande/Kamieńczyk imienia Sándora Petőfi'ego – zlikwidowany pododdział Wojsk Ochrony Pogranicza pełniący służbę graniczną na granicy polsko-czechosłowackiej.

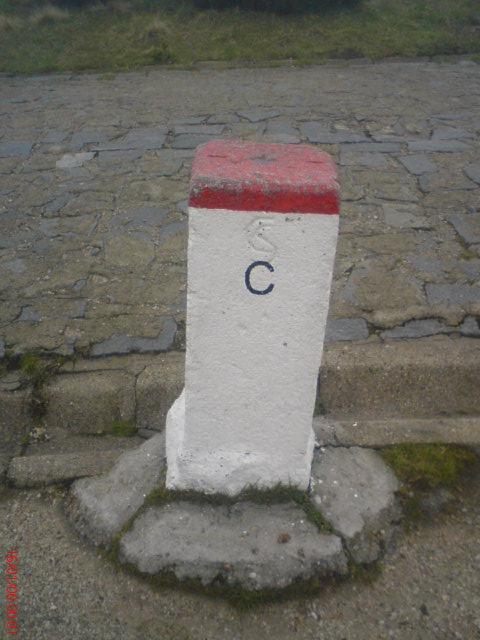
Granica polsko-czeska, znak gran. nr 44/1 (maj 2014)

## Formowanie i zmiany organizacyjne

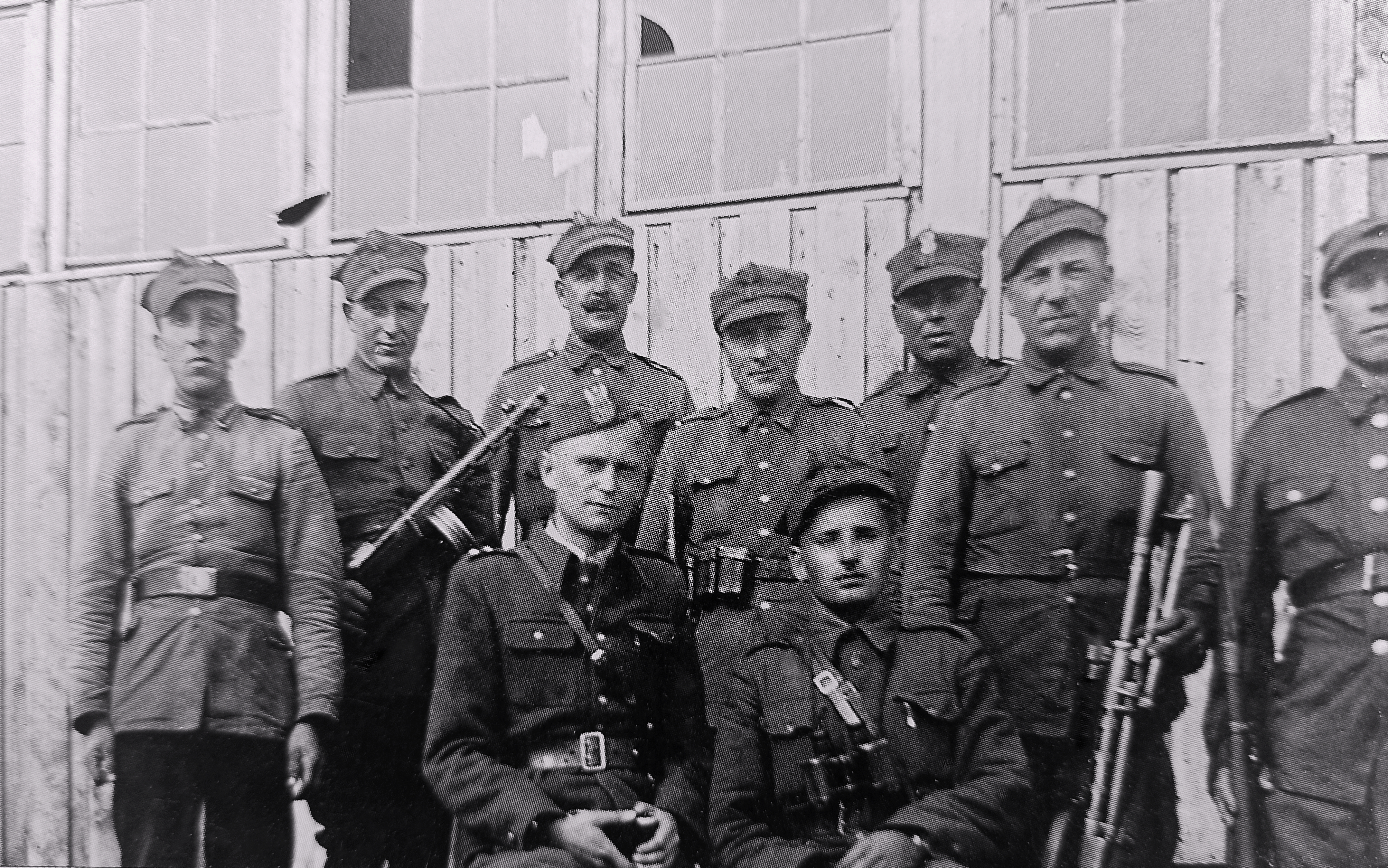
por. Bogdan Ginter d-ca 3. batalionu 33 Pułku Piechoty 7 Dywizji Piechoty z załogą strażnicy Bande (1945)

Strażnica została sformowana w 1945 w strukturze 1 komendy odcinka Szklarska Poręba jako 3 strażnica WOP (Bande) o stanie 56 żołnierzy. Kierownictwo strażnicy stanowili: komendant strażnicy, zastępca komendanta do spraw polityczno-wychowawczych i zastępca do spraw zwiadu. Strażnica składała się z dwóch drużyn strzeleckich, drużyny fizylierów, drużyny łączności i gospodarczej. Etat przewidywał także instruktora do tresury psów służbowych oraz instruktora sanitarnego.
W 1947 została przeformowana na strażnicę II kategorii o stanie 43 wojskowych.
W związku z reorganizacją oddziałów WOP, 24 kwietnia 1948 strażnica została włączona w struktury 12 batalionu Ochrony Pogranicza, a 1 stycznia 1951 81 batalionu WOP w Szklarskiej Porębie.
Od 15 marca 1954 wprowadzono nową numerację strażnic, a strażnica WOP Szklarska Poręba-Kamieńczyk II kategorii otrzymała nr 5 w skali kraju. 
W 1956 rozpoczęto numerowanie strażnic na poziomie brygady. Strażnica II kategorii Kamieńczyk była 5. w 8 Brygadzie Wojsk Ochrony Pogranicza. W 1960, po kolejnej zmianie numeracji, strażnica posiadała numer 25 i zakwalifikowana była do kategorii III w 8 Łużyckiej Brygadzie WOP . W 1963 strażnicy Kamieńczyk nadano imię Sandora Petofiego. W 1964 strażnica WOP nr 24 Kamieńczyk uzyskała status strażnicy lądowej i zaliczona została do III kategorii.
Strażnica Kamieńczyk początkowo była ulokowana w trzech budynkach – późniejszych schroniskach: Na Szrenicy, Hali Szrenickiej i Pod Łabskim Szczytem. Nosiła nazwę Baude, właśnie od tych trzech miejsc dyslokacji. W późniejszym czasie ulokowana została w schronisku „Kamieńczyk” przy wodospadzie Kamieńczyka (stąd późniejsza nazwa). W 2. połowie lat 50. XX w. obiekt ten został przekazany na ośrodek wypoczynkowy „Kamieńczyk” dla Prokuratury Wojewódzkiej we Wrocławiu. Natomiast strażnica wróciła na Halę Szrenicką, do dawnego ośrodka myśliwskiego Jaegerhaus, za schroniskiem na Hali Szrenickiej.

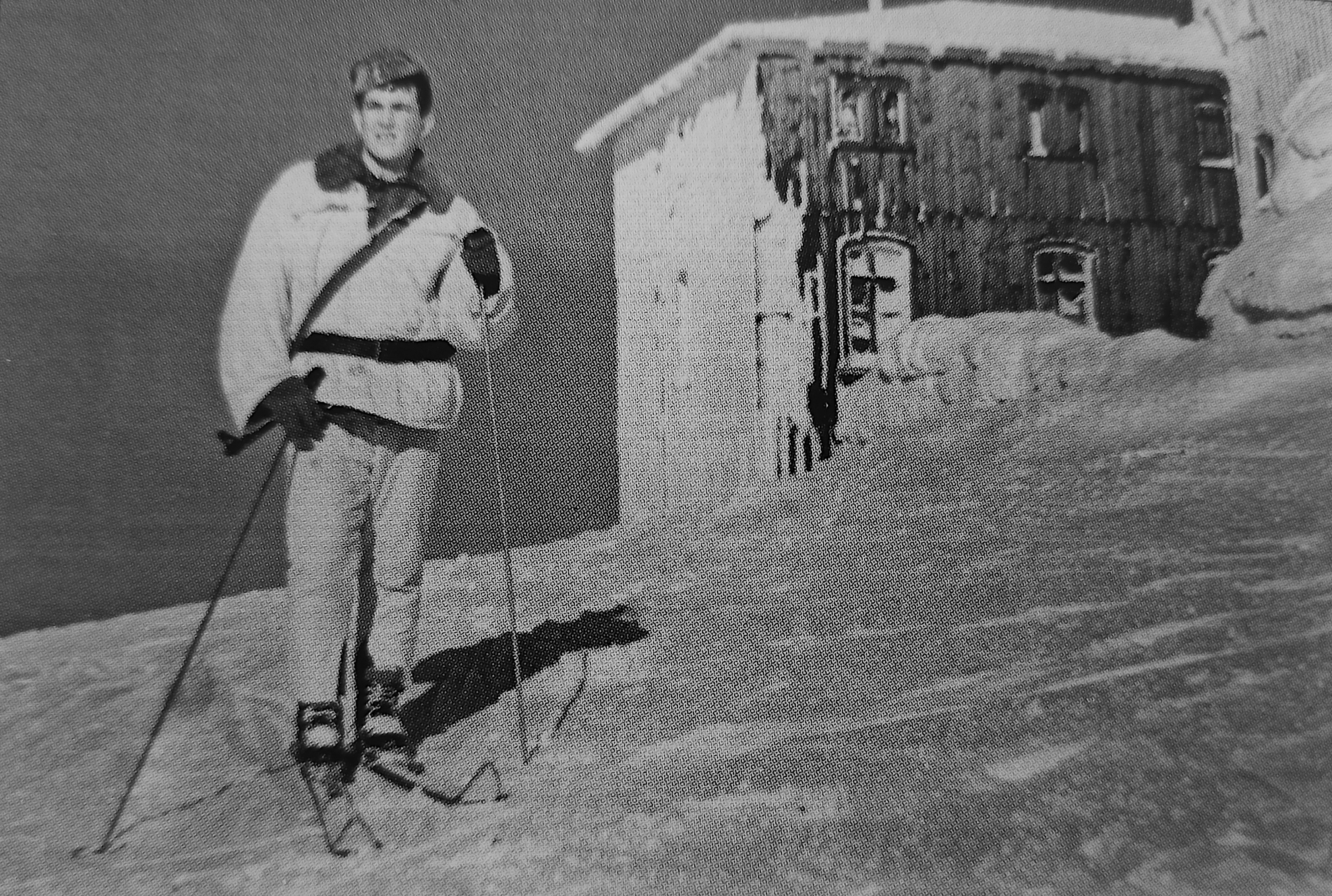
Element służby granicznej na nartach w ubraniu maskującym (lata 60.)

Opis strażnicy z lat służby przez sierż. sztab. Eugeniusza Niemca 1963–1985 i st. chor. Antoniego Gromko:
[...] Wjechałem na górę, poszedłem do strażnicy, a tam... Jak w teatrze! Nawet w butach nie wolno było chodzić po strażnicy, żeby linoleum nie zniszczyć... Gdy wychodziło się poza strażnicę, najpierw odbierało się broń, a dopiero potem zakładało buty. W środku chodziło się w kapciach. ... Strażnica wyglądała pierwsza klasa: dywaniki, ładnie i wygodnie urządzony klub żołnierski, fotele... Tam widziałem piękne, duże, obrazy z żołnierzami. Było widać, że namalowane zostały przez artystów, a nie amatorów... Stanowiły tło, wisiały na korytarzu i w świetlicy. Koledzy z Kamieńczyka mówili, że ich autorami są artyści z krakowskiej Akademii Sztuk Pięknych, którzy przyjeżdżają w Karkonosze na plenery.
W latach 60.–70. XX w. przy wodospadzie Kamieńczyka strażnica miała stajnię i 5 koni. Tylko 1 pod wierzch (dla dowódcy strażnicy), 4 były pociągowe i służyły do transportu prowiantu (Jeśli było bardzo dużo śniegu i koń nie dawał rady, wtedy wnoszono wszystko w plecakach).

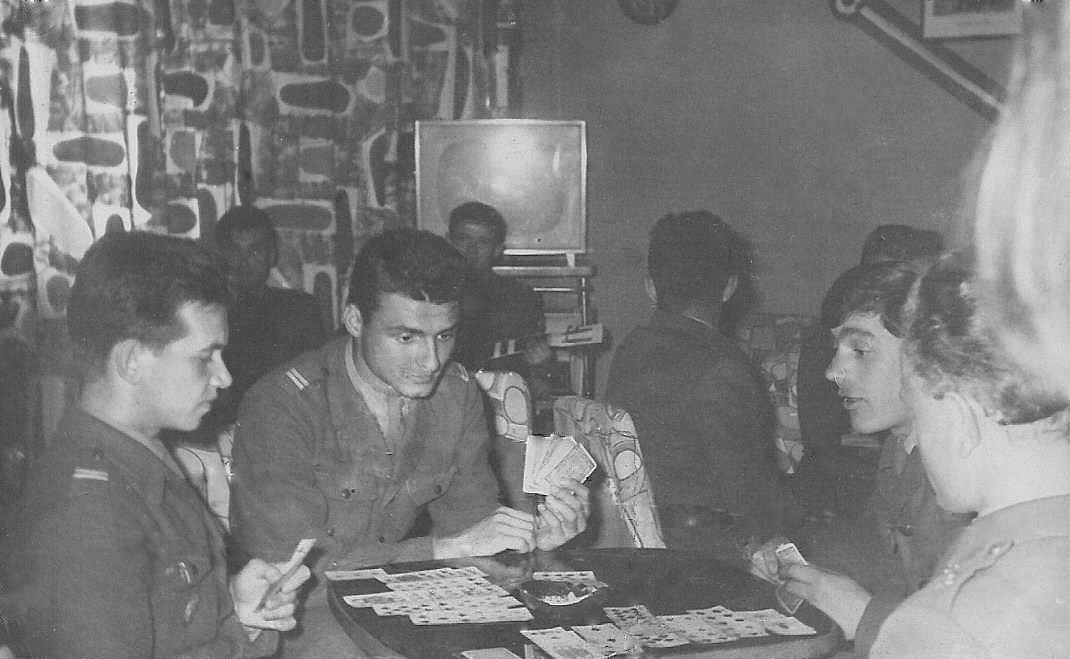
W klubie żołnierskim na strażnicy (lata 70.)

W 1976 batalion zabezpieczał łączność telefoniczną. Linia zamontowana była na słupach pomiędzy batalionem a strażnicą. Słupy telefoniczne zdemontowane zostały w latach 80. Wojsko wydzierżawiło łącza telefoniczne od Telekomunikacji Polskiej i nie było potrzeby utrzymywania własnej łączności. Niezależnie od sieci łączności batalionu ze strażnicami, istniała sieć łącząca strażnicę z terenem, który jej podlegał. Na głównym grzbiecie Karkonoszy, od strony strażnicy Kamieńczyk, linia rozciągnięta była na trzymetrowych słupach aż do Łabskiego Szczytu. Między Śnieżnymi Kotłami a Twarożnikiem często się rwała, więc została schowana pod ziemię na głębokość dwudziestu centymetrów, zostawiając pojedyncze słupy ze skrzynkami telefonicznymi, by mógł zadzwonić i zameldować się, co było jego obowiązkiem w trakcie patrolowania granicy. Taki słup był np., na rozwidleniu ścieżek w pobliżu źródeł Łaby. W drugą stronę – od strażnicy Kamieńczyk do Jakuszyc, sieć poprowadzona była pasem drogi granicznej. Jeśli żołnierz podczas służby chciał się połączyć ze strażnicą, rozkręcał złączki na drutach, przyczepiał krokodylki do drutów, po czym kręcił korbką aparatu telefonicznego, który nosił przy sobie. Wówczas w strażnicy spadała klapka w centrali telefonicznej CB-20, a dyżurny wsadzał sznur do odpowiedniego gniazdka w centrali. Gdy obaj wykonali te czynności, mogli zacząć rozmowę. Batalion wyposażony był w radiotelefony, ale były one zbyt duże i ciężkie, by żołnierze patrolujący góry mogli je nosić ze sobą. Dyżurni–operacyjni mieli radiostacje, jednak one też były bardzo dużych rozmiarów.
Na strażnicy były hodowane świnie, karmione resztkami jedzenia oraz funkcjonował ogródek warzywny. Zgodnie z normą żołnierz dziennie otrzymywał pożywienie o wartości energetycznej 4400 kilokalorii, w tym dodatek górski.

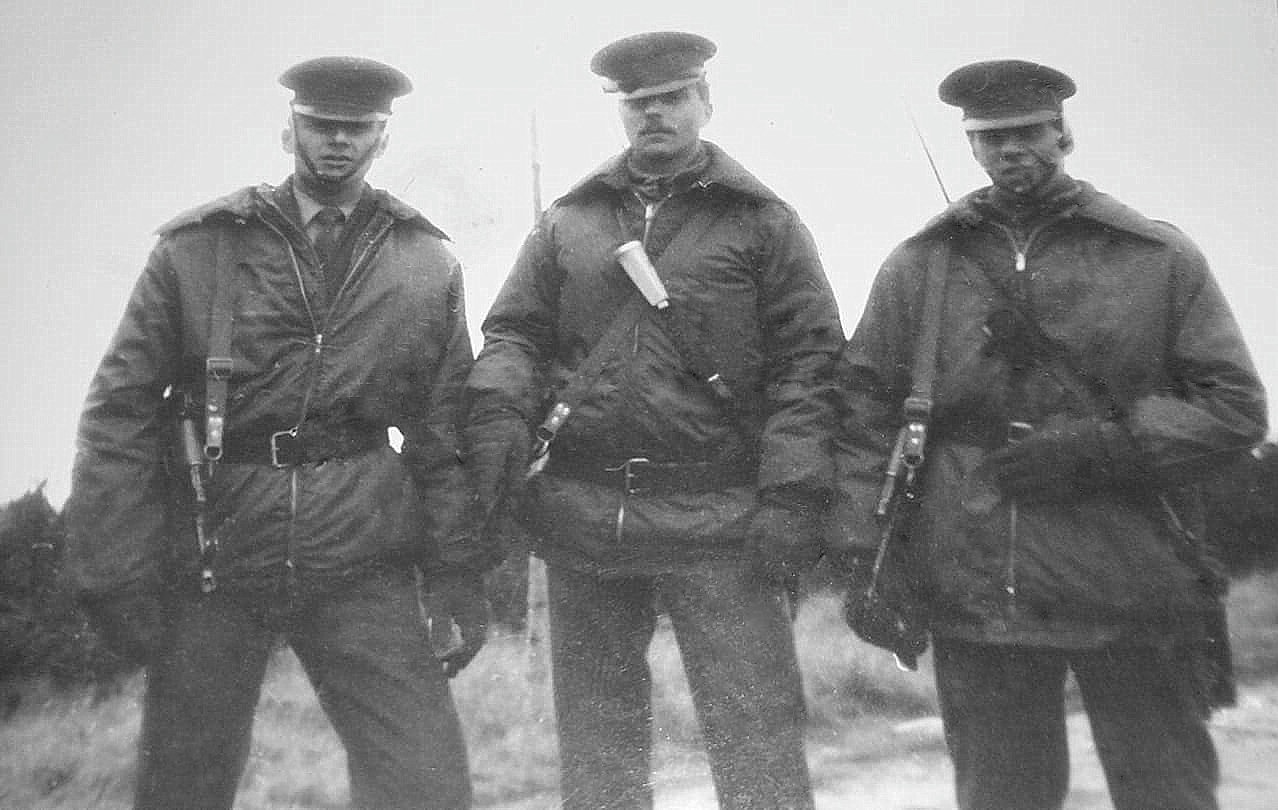
Element służby granicznej w drodze na Śnieżne Kotły (1985)

16 grudnia 1989 rozformowano strażnicę WOP Kamieńczyk będącej w strukturach Łużyckiej Brygady WOP, a ochraniany odcinek granicy państwowej od znaku gran. nr VI/40/2 do znaku gran. nr VI/42/5 przejęła Strażnica WOP Przesieka, natomiast od znaku gran. nr VI/42/5 do znaku gran. nr VI/46 Strażnica WOP Jakuszyce.
Obiekt strażnicy po opuszczeniu przez WOP należał do Wojskowej Akademii Medycznej, a potem do Pomorskiego Okręgu Wojskowego, następnie chciano go sprzedać, ale nie było chętnych.

## Ochrona granicy
Strażnica WOP Kamieńczyk ochraniała odcinek granicy państwowej wzdłuż Drogi Przyjaźni od Śnieżnych Kotłów do powyżej Jakuszyc:
- Włącznie od znaku gran. nr 40/2, wyłącznie do znaku gran. nr VI/46.

W 1958 w strażnicy zorganizowano drużynę służby niemundurowej N – w ubraniach cywilnych (żołnierze zasadniczej służby), celem zabezpieczenia ruchu turystycznego wzdłuż granicy państwowej tj. Drogi Przyjaźni
Miejsce do pełnienia służby jako „obserwacja” było między skałami Trzy Świnki i Twarożnik pod Szrenicą.
W ochronie granicy dowódcy strażnicy ściśle współpracowali ze swoimi odpowiednikami tj. naczelnikami placówek OSH (Ochrana Statnich Hranic) CSRS.

## Wydarzenia

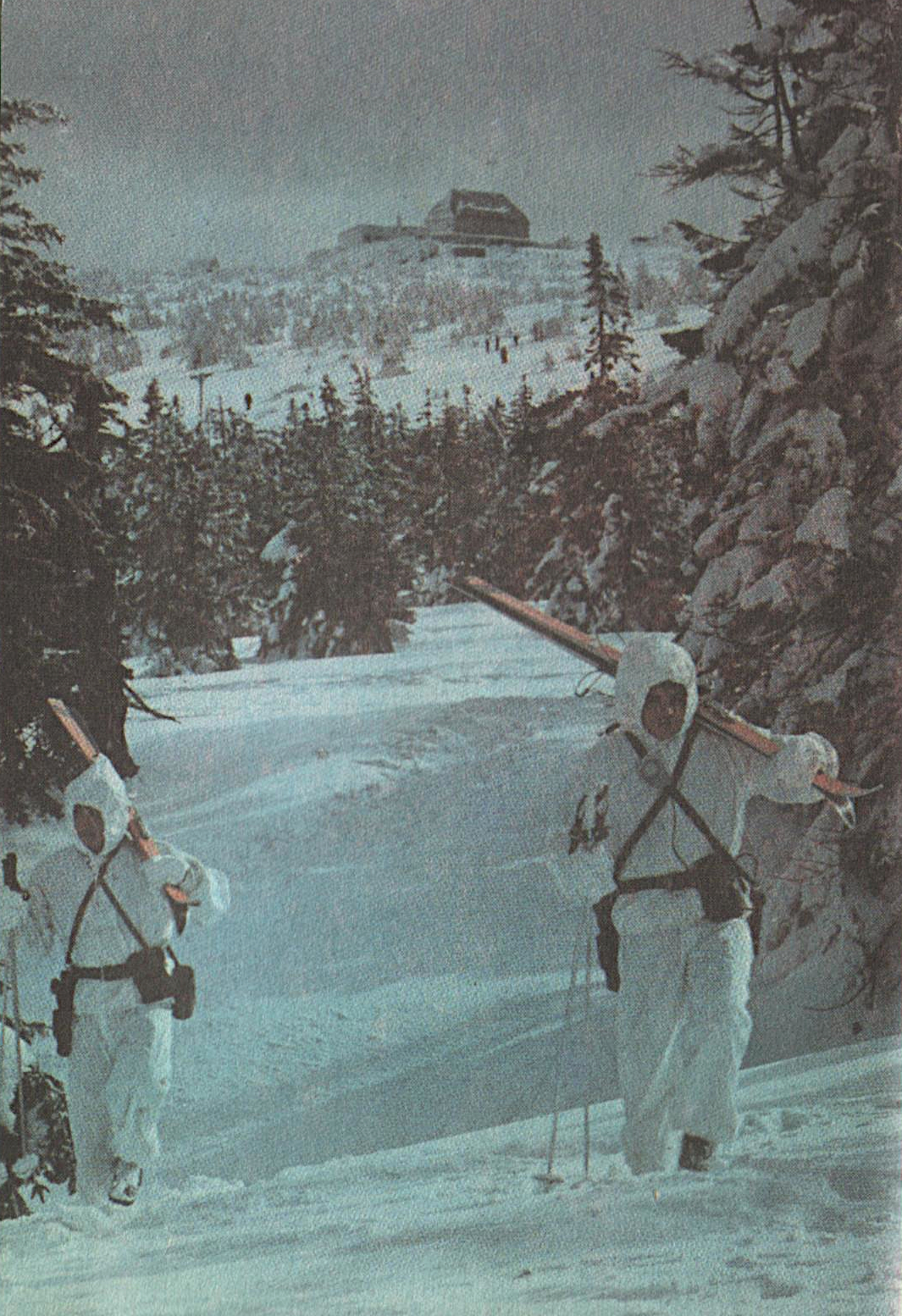
Żołnierze WOP w ubraniach maskujących z nartami. Na drugim planie schronisko na Szrenicy (1975–1979)

- Lata 50.–70. XX w. – w czasie powrotu zaprzęgu konnego po wywiezieniu prowiantu do strażnicy, woźnica spotkał wycieczkę idącą przed furmanką w dół. Turyści zaczęli krzyczeć, rzucać śnieżkami. Koń[i] się spłoszył, skoczył, trafił między szprychy wozu, które zdarły mu całe kopyto. Aby koń nie cierpiał, na polecenie weterynarza jednostki d-ca strażnicy zastrzelił konia z osobistej broni służbowej[21].
- 1963–1965 – podczas konkursów na najlepszą strażnicę w 8 Łużyckiej Brygadzie WOP, trzy razy z rzędu zajęła I miejsce i Puchar przechodni pozostał w strażnicy na stałe[22].
- 1968 – podczas operacji „Dunaj” na odcinku strażnicy pomiędzy Halą Szrenicką a Szrenicą, Północna Grupa Wojsk miała wystawiony posterunek należący do jednostki wojsk radzieckich z Legnicy, do kierowania ruchem samolotów[13].
- 2. poł. lat 60.–1. poł lat 70. XX w. – w Śnieżnych Kotłach załoga strażnicy znalazła szkielet ludzki: człowiek szedł z Lubelszczyzny do Europy Zachodniej[j] oraz dziecko spadło na sankach do Śnieżnych Kotłów[19].
- 1976 – 1 czerwca zginął szer. Józef Pyrdoł (miał 19 lat). Do śmiertelnego wypadku doszło podczas powrotu patrolu ze służby granicznej w rej. Łabskiego Szczytu. Z przeciwnego kierunku szedł inny patrol i mieli zmienić tych, którzy wracali. Jeden z tych, którzy nadchodzili, zauważył, że broń d-cy elementu powracającego ze służby, nie znajdowała się pozycji, jak powinna. Było to bardzo niebezpieczne, groziło niekontrolowanym przypadkowym wystrzałem. Żołnierz z nowej zmiany zasygnalizował, że coś z bronią jest nie tak. Ten, który ją miał, chciał ją złapać i poprawić. W tym momencie padł strzał i pocisk przebił wątrobę młodszego elementu. Pomimo wszczętej akcji ratunkowej szer. Pyrdoł zmarł w szpitalu „Bukowiec” w Kowarach. Pogrzeb odbył się w rodzinnej miejscowości żołnierza z pożegnalną salwą wojskową[23]. (Inny stracił życie, bo wpadł do stawu w górach. Kolejny popełnił samobójstwo. Jeszcze inny szer. Nowakowski wpadł w zawiei do Śnieżnych Kotłów, ale przeżył, został zauważony podczas akcji poszukiwawczej. Czuł ból, ale nie mógł mówić. Był pewien, że ma broń, ale gdy odpiął kaburę okazało się, że jej nie ma. Został wyciągnięty przez Grzędę na górną krawędź Karkonoszy – nad Śnieżnymi Kotłami. Poszukiwania broni prowadzone były w Śnieżnych Kotłach od lutego do maja. Dopiero 5–6 maja, gdy śnieg stopniał, patrol ją odnalazł[21].
- Koniec lat 70. – strażnice górskie WOP wyposażone zostały w skutery produkcji radzieckiej typu Buran umożliwiające patrolowanie granicy górskiej także w zimie niezależnie od grubości pokrywy śnieżnej[24].
- 13 grudnia 1981–22 lipca 1983 – (stan wojenny w Polsce), normę służby granicznej dla żołnierzy podwyższono z 8 do 12 godzin na dobę[25]. Patrole wysyłane w teren zostały wzmocnione. Wyeliminowano służby składające się z jednego żołnierza. Ścisłą kontrolą objęto całą strefę nadgraniczną, zamknięte zostały niektóre szlaki turystyczne, a ruch w strefie nadgranicznej został znacznie ograniczony. W stan gotowości były postawione wszystkie pododdziały odwodowe. Mimo utrudnionych warunków nie zaprzestano współpracy z ludnością pogranicza[26].

## Strażnice sąsiednie

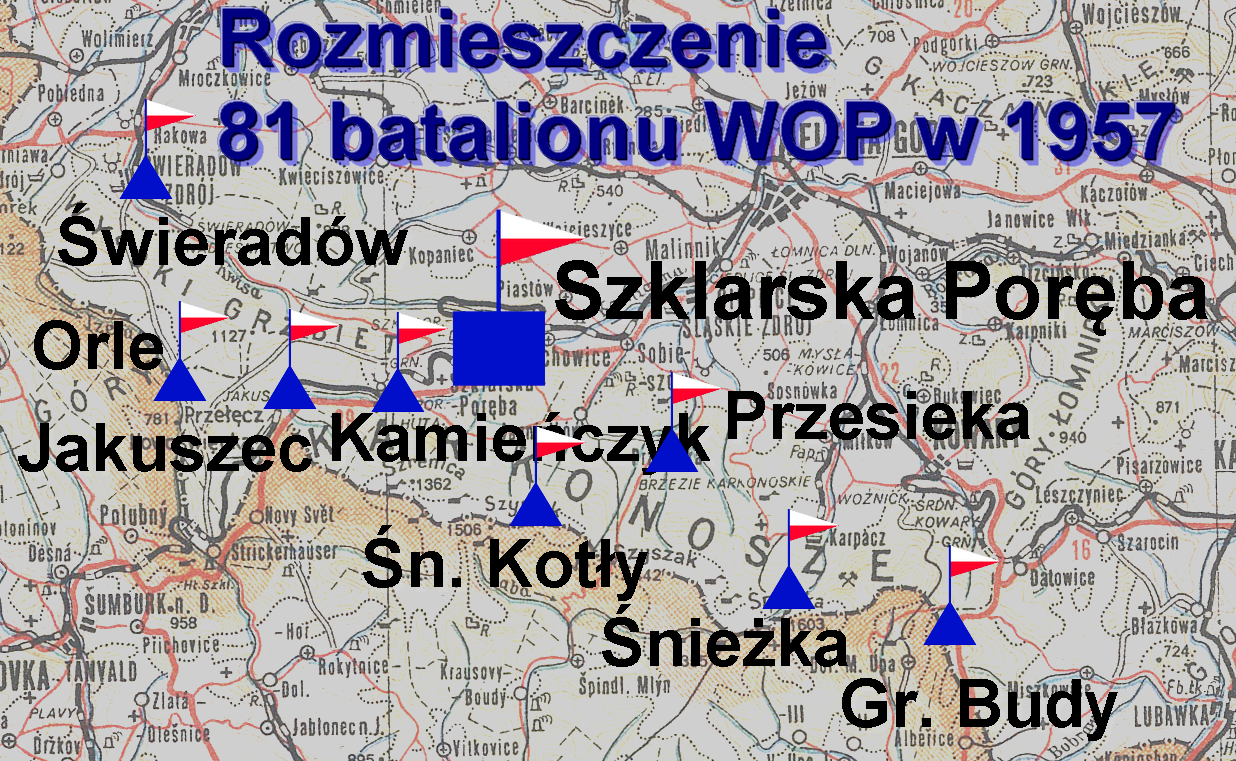
1957

- 2 strażnica WOP Hinter Zaalberg ⇔ 4 strażnica WOP Karlsthal – 1946
- 2 strażnica OP Przesieka ⇔ 4 strażnica OP Jakuszyce – 1949
- 4 strażnica WOP I kategorii Przesieka ⇔ 6 strażnica WOP II kategorii Jakuszec – 1956
- 26 strażnica WOP II kategorii Przesieka ⇔ 24 strażnica WOP IV kategorii Jakuszec – 31.12.1959
- 25 strażnica WOP lądowa III kategorii Przesieka ⇔ 23 strażnica WOP lądowa IV kategorii Jakuszyce – 1.01.1964
- Strażnica WOP lądowa rozwinięta Przesieka ⇔ Strażnica WOP lądowa rozwinięta Jakuszyce – 1989.

## Komendanci/dowódcy strażnicy
- ppor. Romuald Mazurkiewicz (był w 10.1946)[k]
- sierż. Mieczysław Tomczak (był w 1950)[28]
- kpt./mjr Zbigniew Skoczylas[29] (był 17.09.1963[30]–wiosna 1978)[l]
- sierż. Władysław Pieczuro p.o. (od wiosny 1978)
- por. Wieciech (był w 1980–był w 1981)
- ppor. Nowakowski (był w 1981–był w 1983).